# 129327 Davehamara
129327 Davehamara è un asteroide della fascia principale. Scoperto nel 2005, presenta un'orbita caratterizzata da un semiasse maggiore pari a 2,6463730 UA e da un'eccentricità di 0,2122818, inclinata di 12,26399° rispetto all'eclittica.